# Zeche Fündling
Die Zeche Fündling war ein ehemaliges Steinkohlebergwerk in Dortmund.
Das Bergwerk befand sich in der Stadt Hörde südlich der Emscher. Das Abbaurecht für die Zeche wurde 1722 verliehen. Die Förderung von Kohle wurde zunächst über einen Stollen bewerkstelligt. Später wurden die Schächte Anton, Wege-Schacht und Carl sowie ein Kunstschacht getauft. 1813 wurde die Zeche zunächst stillgelegt. Um 1822 wurde das Feld mit der Nachbarzeche Dahlacker zur neuen Zeche Vereinigte Fündling & Dahlacker konsolidiert.